# 1100 Wilshire
1100 Wilshire es un rascacielos residencial y comercial situado en Los Ángeles, California. Tiene 37 pisos y mide 151,2 m de altura. Fue terminado en 1987. Es el 27º edificio más alto de la ciudad, el segundo edificio residencial más alto de toda la región Sur de California y el cuarto edificio residencial más alto del estado. Tiene un área de 35 262 m² y fue diseñado por AC Martin Partners. Los 16 pisos inferiores son principalmente estacionamientos, con espacios comerciales en la planta baja/nivel de la calle. 1100 Wilshire no tuvo éxito como edificio de oficinas y estuvo casi vacío durante casi dos décadas. Fue comprado por Hampton Development, TMG Partners y Forest City Residential por 40 millones de dólares, y de 2005 a 2006 la propiedad se convirtió en 228 condominios residenciales ocupados por sus propietarios.